# یواس‌اس گانستون هال (ال‌اس‌دی-۴۴)
یواس‌اس گانستون هال (ال‌اس‌دی-۴۴) (به انگلیسی: USS Gunston Hall (LSD-44)) یک کشتی است که طول آن ۶۱۰ فوت (۱۹۰ متر) می‌باشد. این کشتی در سال ۱۹۸۷ ساخته شد.